# Medal Korei 1950–53
Medal Korei 1950–1953 (ang. Korea Medal 1950–1953) – brytyjski medal ustanowiony w roku 1951 za udział wojnie koreańskiej.

## Zasady nadawania
Medal nadawany wszystkim siłom zbrojnym Wspólnoty Narodów, które wzięły udział w wojnie koreańskiej między lipcem 1950 i lipcem 1953.
Każdy rodzaj wojsk obowiązywały inne kryteria otrzymania medalu:
- Personel Royal Navy musiał mieć kompletne 28 dni służby operacyjnej na obszarze Morza Żółtego i Morza Japońskiego albo 1 lub 2 dni służby brzegowej.
- Żołnierze armii musieli mieć przynajmniej jeden dzień walki na terenie Korei.
- Personel Royal Air Force musiał mieć przynajmniej jeden lot bojowy nad koreańskim lądem lub morzem, 1 lub więcej dni służby na terenie Korei lub 28 dni służby na wodach w tym samym obszarze jak Royal Navy.
- Do otrzymania medalu kwalifikowali się również ci, którzy zakończyli minimum 30-dniowy pobyt służbowy w Korei.
- Żołnierze dowolnej formacji, którzy nie mogli osiągnąć minimalnych wymagań do otrzymania medalu z powodu choroby, odniesionych ran lub śmierci.

Nagrodzeni Korea Medal 1950–1953 otrzymywali również medal ONZ o nazwie United Nations Korea Medal.

## Opis medalu
Awers: prawy profil królowej Elżbiety II, na obwodzie napis ELIZABETH II DEI GRATIA BRITT OMN REGINA.
- w wersji kanadyjskiej na awersie inny był tylko napis: ELIZABETH II DEI GRATIA REGINA CANADA.

Rewers: scena Herkulesa siłującego się z Hydrą lernejską, pod spodem napis Korea.